# Амфіцелія
{{#ifeq:0|0|{{#if:|{{#if:Amphicoeliasaltus|[[]}}|}}}}
Амфіцелія (лат. Amphicoelias від грец. amphi «з двох сторін» і koilos «порожній, увігнутий») — рід травоїдних динозаврів з групи  завропод. Включає один вид: A. altus.

## Опис
A. altus був завдовжки близько 25 метрів.
В 2010 р. було представлено роботу Henry Galiano і Raimund Albersdörfer, в якій описувався новий вид — Amphicoelias brontodiplodocus. Знахідки були зроблені в формації Моррісон в басейні річки Big Horn. Нові знахідки на думку дослідників, є переконливими доказами, що роди Diplodocus і Barosaurus є синонімами роду Amphicoelias. Крім того, статевий диморфізм у знайдених зразків показує, що апатозавр та суперзавр також є синонімами Amphicoelias.